# Любанский сельсовет (Гомельская область)
Любанский сельсовет (бел. Лю́банскі сельсаве́т) — административная единица на территории Октябрьского района Гомельской области Республики Беларусь. Административный центр — агрогородок Любань.

## Состав
Любанский сельсовет включает 9 населённых пунктов:
- Годуни — деревня.
- Гороховищи — деревня.
- Иванищевичи — деревня.
- Корма — деревня.
- Любань — агрогородок.
- Микуль-Городок — деревня.
- Подветка — деревня.
- Пружинищи — деревня.
- Чернявка — деревня.

## Культура
- Военно-исторический Музей боевой славы 55 гвардейской стрелковой дивизии 20 ск 28 армии ГУО "Любанская базовая школа имени С. Д. Романа" (1988) в аг. Любань